# BDC (nhóm nhạc)
BDC (tiếng tiếng Hàn: 비디씨), hay Boys Da Capo, là một nhóm nhạc nam Hàn Quốc bao gồm ba thực tập sinh từng tham gia Produce X 101, được thành lập bởi Brand New Music vào năm 2019. Nhóm đã ra mắt vào ngày 29 tháng 10 năm 2019, với album duy nhất Boys Da Capo.

## Trước khi ra mắt
Bộ ba đại diện cho Brand New Music như một bộ tứ cùng với Lee Eun-sang trong Produce X 101. Sau đêm chung kết của chương trình, không ai trong số các thành viên giành được một vị trí trong nhóm dự án tiếp theo, X1. Kim Si-hun xếp thứ 27 trong vòng loại trừ thứ ba chung cuộc, trong khi Hong Seong-Jun và Yun Jung-hwan lần lượt xếp thứ 51 và 38 trong vòng loại trừ thứ hai.    

## Các thành viên
- Kim Si-hun (김시훈)
- Hong Seong-Jun (홍성준)
- Yun Jung-hwan (윤정환)

## Danh sách đĩa hát

### Album đơn
| Tiêu đề            | Chi tiết | Vị trí biểu đồ đỉnh | Bán hàng      |
| Tiêu đề            | Chi tiết | KOR </br>           | Bán hàng      |
| ------------------ | --- | ------------------- | ------------- |
| Chàng trai Da Capo | - Phát hành: ngày 29 tháng 10 năm 2019 - Nhãn: Âm nhạc hoàn toàn mới, Kakao M - Các định dạng: CD, tải xuống kỹ thuật số Track listing 1. REMEMBER ME (기억되고 싶어) 2. DA CAPO (도돌이표) 3. REMEMBER ME (inst.) 4. DA CAPO (inst.) | 10                  | - KOR: 11.916 |